# Giovanni De Totto
Giovanni De Totto, detto Nino (Capodistria, 24 agosto 1914 – Roma, 23 marzo 1995), è stato uno scrittore, poeta e politico italiano.

## Biografia
Ancora all'università a Firenze, dove frequentava lettere, pubblicò con “La Nuova Italia” due volumi di poesie: “Voci nel tempo” e “Canti dell’Oasi” Fu Volontario nella guerra d'Etiopia nel 1936 come ufficiale di artiglieria.
Tenente degli arditi paracadutisti del 10º Reggimento arditi durante la seconda guerra mondiale. Il 12 febbraio 1943 un Savoia-Marchetti S.M.82, decollato dalla base di Decimomannu, paracadutò una pattuglia, con lui al comando, nei pressi del ponte di Beni Mansur, sulla linea ferroviaria Algeri-Sétif-Costantine. Gli 11 incursori, in tre notti di marcia, raggiunsero il ponte in ferro e nella notte del 16 ingaggiarono la guarnigione: mentre una parte degli arditi sosteneva un'azione a fuoco diversiva, il resto minava il ponte, facendolo saltare. De Totto, gravemente ferito, ordinò di essere abbandonato; catturato dai francesi, venne curato e quindi internato, rientrando in Italia a guerra finita. Ricevette la Medaglia d'argento al valor militare.
Tornato dalla prigionia insegnò lettere a Roma. Esule istriano, aderì nel 1947 al Movimento Sociale Italiano.
De Totto fu nel 1955 eletto deputato alla Camera con il MSI, subentrando come primo dei non eletti al defunto Roberto Mieville..
Nel 1958 non fu rieletto alla Camera 
Nel settembre 1958 fu nominato commissario straordinario della federazione provinciale triestina del MSI. Poi fu più volte consigliere comunale di Roma.

## Opere

### Romanzi
- Case senza nome, 1981
- Il sapore del cielo 1982
- La vigna dalle cento uve 1983
- Il comito della Leona, 1984

### Poesie
- Voci nel tempo, (1937)
- Canti dell’Oasi (1938)
- Laudi della Valle Santa (1985)
- Il mistero di Poggio rupestre, (1997)
- Profezie nella nebbia (1998)
- Sinedrio nell’Eden (1999)
- Una vita in versi (1999)

### Saggi
- Discorsi parlamentari
- La Destra in Campidoglio.
- Mussolini e la nostra porta orientale (2004)